# Мунсіф Ель-Хаддауї
Мунсіф Ель-Хаддауї (араб. منصف الحداوي,21 жовтня 1964 — 15 квітня 2024) — марокканський футболіст, що грав на позиції півзахисника.

## Кар'єра
У складі національної збірної Марокко був учасником Кубка африканських націй 1986 року в Єгипті та чемпіонату світу 1986 року у Мексиці, але на обох турнірах на поле не виходив. В цей час виступав за марокканський клуб «Сале».